# Francia Királyi Festészeti és Szobrászati Akadémia

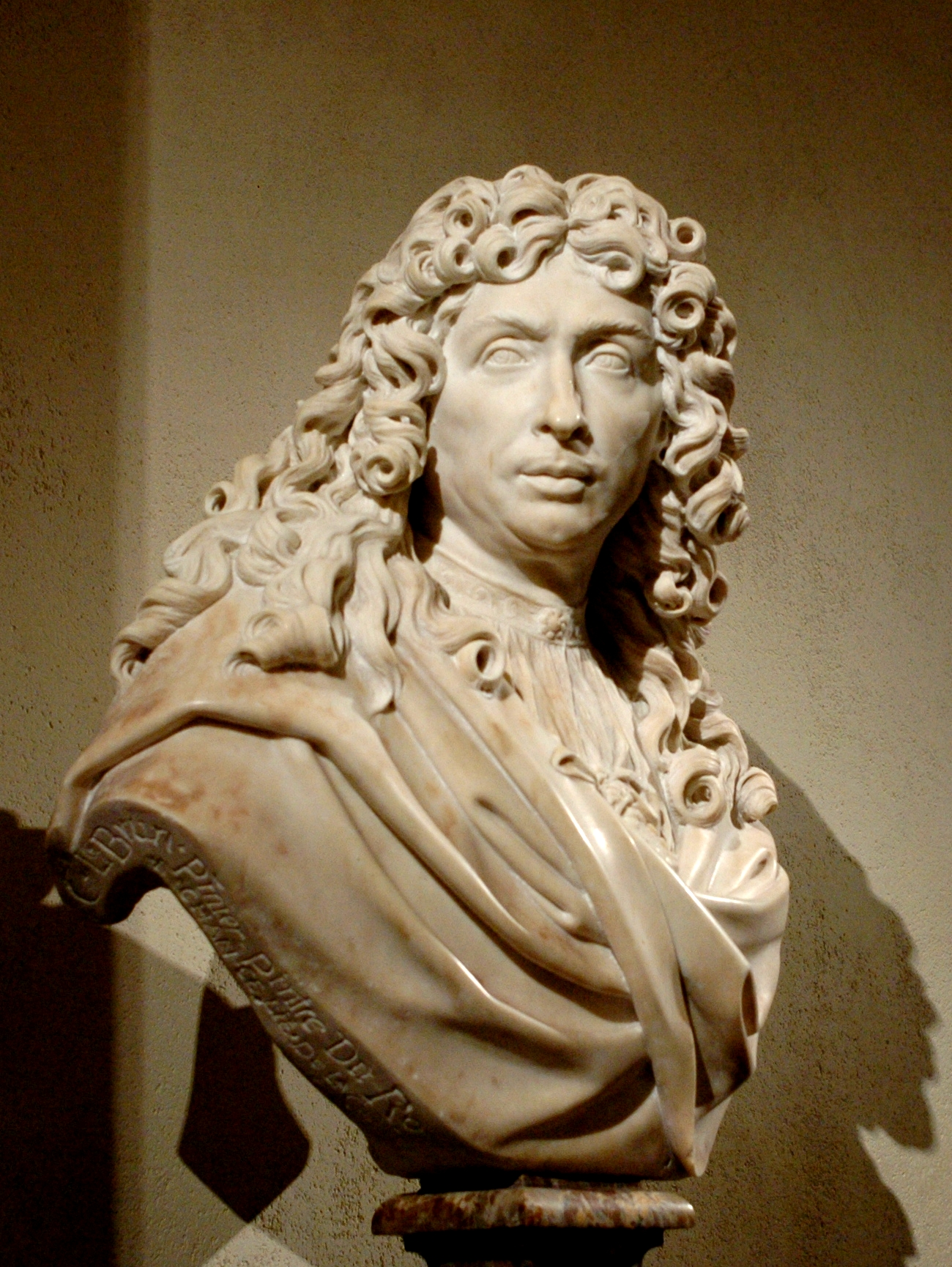
Charles Le Brun, a Királyi Akadémia szervezőjének mellszobra, Antoine Coysevox alkotása

A Királyi Festészeti és Szobrászati Akadémia a festészet és szobrászat szabályozásáért és oktatásáért volt felelős Franciaországban az ancien régime idején, 1648 és 1793 között.

## Története
A Királyi Festő- és Szobrászati Akadémiát létrehozó törvény 1648. január 20-ból származik, amikor a művészetkedvelő Martin de Charmois (* 1661) államtanácsos kérelmet nyújtott be ebből a célból XIV. Lajos (akkor még gyermek) királyi tanácsához, Carcassonne-ban, ahol a műgyűjteménye (korabeli elnevezésével „érdekességek tárháza” vagy „cabinet de curiosités” ) volt. Az intézményt tehát királyi rendelettel alapították Osztrák Anna régenssége alatt, egy festő- és szobrászcsoport kezdeményezésére, amelyeket Charles Le Brun egyesített, aki az akadémiaielső kezdeményezője is volt.
Az Akadémiát 1665-ben alapító oklevéllel ismerték el.
A Libertas artibus restituta mottójaként ezt a „művészetek szabadságát visszaadva", kérték a királyi hatóságtól, felmentést követelve a 13. századi festő- és képmetszők közösségének örököse, a párizsi festő-, aranyozó-, szobrász- és üveges szövetség felügyelete alól, amely az Ancien Régime szakmaszervezési rendszerének megfelelően monopóliummal rendelkezett festmények és szobrok árusításában. Nem voltak hajlandók alávetni magukat olyan mestereknek, akik kézművesek és vállalkozók voltak, gyakran apjuk utódai. Ki akartak menekülni a kézműves státuszból, és a festészetet a hét szabad művészet közé akarták emelni.
Az itáliai művészet sikereit és presztízsét a római Szent Lukács Akadémia létezésének tulajdonították, ahol képzőművészetet tanítottak. Az alapítók alapszabályt fogadtak el, amely lehetővé tette a tagságba való felvételt okirat bemutatásával (a „fogadó darab") és a (meztelen) élő modellek rajzolásán alapuló tanítást.
Az Akadémia célja a királyság legjobb művészeinek képzése és összefogása volt, akik közül a legtehetségesebbeket akadémikusnak nevezték ki, a Salonnak és az állami megbízásoknak köszönhetően védettséget, ismertséget garantáló rangos címként. Az első tagok között volt Charles Le Brun mellett Philippe de Champaigne, Louis Boullogne, Sébastien Bourdon, Laurent de La Hyre, Eustache Le Sueur, Juste d'Egmont, François Perrier és Gérard van Opstal. Pierre Mignard, a Közösség tagja nem volt hajlandó csatlakozni hozzájuk.
A párizsi festők és szobrászok közössége nem mulasztotta el a reagálást, ezért a Királyi Festészeti Akadémia kezdeti napjai zaklatottak voltak abban a korszakban, amelyet a Fronde (1648–1653) széthúzása is feszültségben tartott. A két intézmény a tanítás, a festmények és szobrok piaca monopóliumának versengésében találta magát, az Akadémiát a régens és Mazarin bíboros, a Mesterek Közösségét a Parlament pártolta.
1649-ben a Mesterek Közössége egy, a Királyi Akadémiával versengő új oktatási intézményt, a Saint-Luc-i Akadémiát indított, Simon Vouet festő irányításával. Míg a Királyi Akadémia súlyos pénzügyi problémákkal küzdött, az államnak ebben a zavaros időszakában nem volt pénze, a régi közösség rendelkezett tagjainak hozzájárulásával; de hiányzott belőle az elszántság, hogy fenntartsa az általa szervezett ingyenes órákat. 1651-ben a két Akadémia Le Brun akarata ellenére fuzionált anélkül, hogy véget vetett volna a mesterek és akadémikusok közötti vitáknak, és 1655-ben szabadalmat kapott a királytól.
A királyi erők javára végződő Fronde-ot Mazarin bíboros kinevezte a királyi ház és épületeinek intendánsát, Antoine de Ratabont az Akadémia igazgatójának, akit négy művész segített, akiket rektorrá választottak: Le Brun, Jacques Sarrazin, Charles Errard és Sébastien Bourdon.

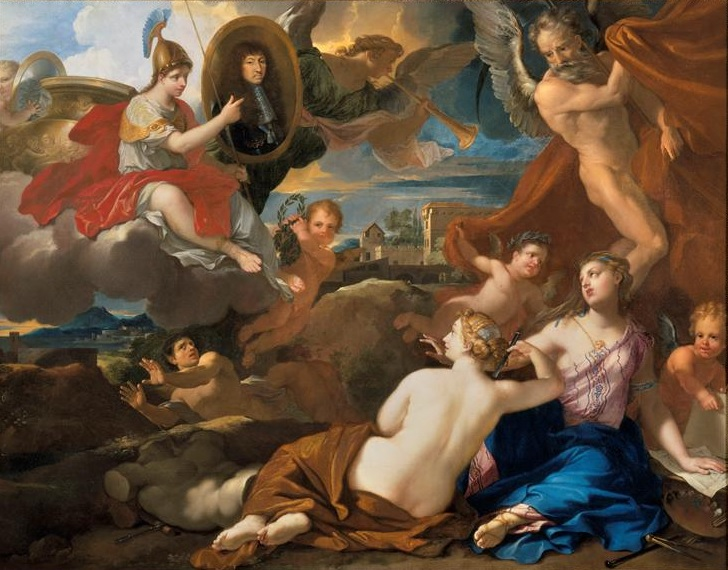
A Királyi Festészeti és Szobrászati Akadémia megalapításának allegóriája (1666) Nicolas Loir, Versailles, kastélymúzeum

A bíboros halála után, 1661-ben Pierre Séguier elnök lett az Akadémia védelmezője, Colbert miniszter pedig alelnöke. Az ifjú XIV. Lajos gyakorolni kezdte személyes hatalmát, és 1665-ben újjászervezte a Királyi Akadémiát. Csekély hatalma volt egészen addig, amíg Colbert nem úgy tekintett rá mint a művészek szolgálatába állítására és az állam irányítása alá vételre alkalmas személyre. A reform a Királyi Akadémiát bízta meg azzal, hogy Párizsban biztosítsa a festészet és szobrászat oktatását. A király finanszírozta, kegydíjat osztott tanárainak. Olyan művészek jelentkezését kérték, akik nem voltak tagok. Mignard visszautasította, és továbbra is a király első festője maradt. Le Brunt nevezték ki igazgatónak. 1666-ban megalakult a Római Francia Akadémia.
Le Brun halálakor Pierre Mignard-t felvették adjunktusnak, professzornak, kancellárnak és rektornak nevezték ki ugyanazon az 1690. március 4-i ülésen. Az igazgatók ezután egymást követték, és általában három-négy évig maradtak a poszton.
Jacques-Louis David, bár tagja volt, mindig is lázadozott az Akadémia tekintélye és tagjainak kiváltságai ellen, amelyeket nem ok nélkül a Konvent által feloszlatott társaságokhoz asszimilált, mint annak idején Le Brun fellázadt a festők és képalkotók társasága ellen. 1792 novemberében indítványt nyújtott be a Konventhez és miután 1793. augusztus 8-án a Konvent előtt mondott beszédet, az rendeletileg törölt „minden akadémiát és irodalmi társaságot, amelyet a Nemzet nem engedélyezett vagy adományozott”. 
A következő évben az Intézet váltotta fel, amelyet a restauráció során a Képzőművészeti Akadémia váltott fel, végül Institut de France néven.

## Helyszíne
Az Akadémia először a rue Taînée-n (ma rue Rambuteau), majd a rue des Deux-Boules-i Hôtel de Clissonban kapott helyet. 1661-ben a Palais-Royalba költözött, majd 1692-ben a Louvre-ban telepedett le a bezárásáig.

## Tevékenysége
Az Akadémiának két fő feladata volt: a festészet és szobrászat szabályozása és oktatása.

### Szervezete
Az Akadémia az ancien régime-hez és a katolikus egyházhoz hasonlóan hierarchikus elv szerint működött. Ez a rendszer megkísérelte, hogy a tudás egybeessen az anyagi hatalommal. A tagok felvétele és felemelkedése tehát elvileg a megszerzett kompetenciától függ. Ezt az Akadémián a társak véleményével igazolták, szavazással gyűjtötték össze, amelynek őszinteségét a titoktartás garantálta. Ezek az elvek gyakran engedtek a politikai hatalom befolyásának, az intrikáknak, az akadémikusok érdekeinek. Maradtak azonban az alapszabályban rögzített eszmények, amellyel meg lehetett indokolni a döntéseket.
Az Akadémia a művészi készségek több szintjét is elismerte. Az első mű bemutatásával történő jóváhagyást követően (I. szint) a művészt egy olyan mű meghatározott határidőn belüli jóváhagyásával lehet akadémikusnak fogadni, amelynek tárgyát az előző szakaszban előírták. Az akadémikusok száma nem volt korlátozva. Az akadémiai pályafutás adjunktusi (nyolc állás), majd az ebben a munkakörben eltöltött gyakorlat után professzori pozícióba történő megválasztásával folytatódott. A tizenkét tanár feladata volt havi váltásban a napi modellrajzóra megnyitása, a modell elhelyezése, valamint a tanulók munkájának korrekciója.
A professzorok, és ha voltak volt professzorok, az Akadémia Tanácsának tagjai voltak, akik a legfontosabb döntések meghozataláért feleltek, az államot képviselő protektor és helyettese felügyelete alatt, amely teljes egészében finanszírozta az intézményt, beleértve a kegydíjakat is, és fizetett néhány tagnak. Az Akadémia Tanácsába legfeljebb hat olyan műértőt is fogadhatott, akik nem művészek voltak.
Az Akadémia kezdetben négy rektort, két rektorhelyettest és egy igazgatót választott. Az 1664-es colbert-i statútumtól a király nevezte ki őket. Az egyik rektort kancellárrá választották, és adminisztratív ügyekért felelt. A Tanács életfogytig tartó titkárt, hivatalos ügyekért és beszámolókért felelős titkárt és pénztárost jelölt ki. A hivatalos pecsétet 1656-ban Jean Darmand tervezte meg. 

### Szabályozás
Az Akadémia a művészi reflexió helye volt, az akadémikusok kialakították a művészet és a jó ízlés szabályait. Az első értekezés a festészetről, amelyet ha nem is ő komponált, legalábbis neki felelt meg, és amely befolyásolta a kompozíció, a rajz és a szín kapcsolatának klasszikus felfogását, a festő, Poussin tanítványa és Charles-Alphonse Du Fresnoy teoretikus munkája a De arte graphica. Henri Testelin 1680-ban adta ki a legügyesebb festők meglátásait a festészet és a szobrászat gyakorlatáról, számos akadémiai beszéddel előírástáblázatba foglalva az Akadémián tartott konferenciákat összefoglalva.
Mivel az akadémiának 1665-től monopóliuma volt a művészeti oktatásban, a tagjai által megvédett elméletek gyakorlatilag jogerővel bírtak a művészet világában. A szervezet egyrészt garantálta a külső hatások bizonyos behatolását, másrészt amint ezeket az elméleteket elégtelennek érezték, az intézményen belül és kívül is ellentétek támadtak.
Az akadémikusok számára fontos volt, hogy az intézmény kiváló képességű művészeket fogjon össze, és ezen belül a legjobbakat kiemelje. Ezt az alapelvet illusztrálták a tanulói versenyek szervezése során, és a felvételkor is irányadónak kellett volna lennie. Azonban a művészek közötti befolyásért és büszkeségért folytatott harcoknak, valamint a hatalmasok kegyeiből való előléptetésnek is megvolt a maga része, csakúgy, mint a protestánsokat kirekesztő vallási türelmetlenségnek. Az Akadémián kívül találunk olyan, az utókor által elismert francia művészeket, mint Pierre Puget vagy Jean-Honoré Fragonard. Összességében azonban az Akadémia festői és szobrászai meglehetősen jól képviselik koruk felfogásában a kiválóságot.
A festészet hierarchikus műfajokra oszlott. A történelmi festészet került az első helyre, mert azt hitték, hogy nagyobb intellektuális erőfeszítést igényel a tudás, az értelmezés és a kompozíció. A szakrális történelemben és a görög-római mitológiában, illetve az ókori vagy újkori történelemben a témaválasztást vizsgálták a legnagyobb figyelemmel. A másik műfaj a portré volt, aztán a kevésbé „nemes” témák meghatározta a „műfaji festészet” (a mindennapi élet színtere). Aztán jött az ún. „megfigyelés” amelyek tájfestészet, állatfestés és csendélet voltak. Ez a hierarchia a felvételi vizsgákon derült ki, ahol a történelmi festőknek csak egy művet kellett benyújtaniuk, míg más műfajok esetében kettőt.
Más műfajok is hozzáadásra kerültek, mint pl. galaktikus események » Antoine Watteau tiszteletére, aki azonban nem kérdőjelezte meg a hierarchiát.

### Oktatás
Ezzel egyidőben az Akadémia mellett megalakult a festő- és szobrászati akadémiai iskola is. Az Akadémia alapszabálya előírta, hogy az iskolát a tizenkét vénnek kell vezetnie, egy-egy hónapig. Charles Le Brun volt az első megválasztott vén, és ő volt felelős az iskola megnyitásához szükséges minden szervezéséért. Ő tartotta az első leckét is 1648. február 1-jén.
A klasszicizmus alapelveinek megfelelően hallgatólagosan felismerték és megtanították, hogy mindent, amit a művészettel kapcsolatos, racionális szabályoknak kell alávetni, amelyek tehát megtaníthatók és megtanulhatók, összhangban az alapvető kézi készségekkel.
Az Akadémia professzorai rotációs alapon élő modell utáni rajzórákat és konferenciákat tartottak, ahol a művészet alapelveit és technikáit tanították a művészjelölteknek, festőknek és szobrászoknak. A tanfolyamok szerény díjának megszerzéséért a diákok minden évben versengtek.
A hallgatók ezután mestert kerestek az akadémia tagjai között, hogy a szakmát annak műhelyében tanulják meg.
A Védett Diákok Királyi Iskoláját 1748-ban hozták létre Charles Antoine Coypel irányításával, hogy a tehetséges diákok felkészülhessenek a Prix de Rome versenyre. Hat diákot fogadtak az Akadémiáról három évre, kis királyi ösztöndíjjal. Az Akadémia 1775-ben bezárt, miután több neves művészt képezett ki, például Jean-Honoré Fragonard-t.
1676. április 11-én Charles Le Brun felolvasta az Akadémiának Thomas Blanchet, a lyoni városháza festőjének levelét, amelyben rajz- és festőakadémiát kívánt létrehozni ebben a városban. Charles Le Brun elkészítette az akadémiai iskolák alapszabályának tervezetét, amelyet az Akadémia május 16. és június 3. közötti ülésein vitattak meg, majd június 24-én Colbert-hez küldték, aki jóváhagyta. XIV. Lajos kibocsátotta az: Alapító leveleket festészeti és szobrászati akadémiák felállítására a királyság főbb városaiban 1676 novemberében.
Az 1676. december 22-én kelt szabadalomlevél nyomán létrejött szabályzat a festői és szobrászati akadémiai iskolák felállításáról a királyság minden olyan városában, ahol ezeket szükségesnek ítélik, a tartományokban létrehozott rajziskolákat a tartomány fennhatósága alá helyezi. a Párizsi Királyi Festészeti és Szobrászati Akadémia. Thomas Blanchet már 1676-ban engedélyt kért az Akadémiától rajziskola alapítására Lyonban. Reimsben Jean Hellart festőt és Isaac de La Croix szobrászt egy rajziskolával bízták meg, amelyet az Akadémia 1677-ben hagyott jóvá. 1690-ben a Bordeaux-i Királyi Akadémia létrehozása a párizsi tiltakozáshoz vezetett, amely arra kérte az alapítókat, hogy „közel az akadémiai iskola minőségében” hozzák létre iskolájukat. Bernard Dupuy du Grez ügyvéd kezdeményezésére 1693-ban rajziskolát nyitottak Toulouse-ban, amely azonban halálával megszűnt. Más rajziskolák a 18. században jöttek létrep Montpellier-ben, Dijonban, Lille-ben, Besançonban.

### Doktrína
Az Akadémia az oktatás részeként tartott konferenciákon keresztül megfogalmazta a festészetről és a szobrászatról szóló elméleti reflexiót. Charles-Alphonse Du Fresnoy, az első festészeti értekezés, a De ars grafica (1668) szerzője azzal kezdtr munkáját, hogy „Az összes képzőművészet közül kétségtelenül a festészetben van a legtöbb amatőr (…). Ez a tudás (…) azonban annyira felületes és olyan rosszul megalapozott, hogy nem tudják megmondani, miben áll az általuk csodált művek szépsége (…) Nincsenek szabályaik annak megítélésére, sem szilárd alapjaik (…). Nem hiszem, hogy itt kell bemutatni, hogy a festészetnek rendelkeznie kell; elég, ha meg van győződve arról, hogy ez egy művészet: mert, mint tudod, nincs olyan Művészet, amelynek ne lennének előírásai”. 
Az Akadémia hierarchiájába tartozó művészprofesszorok és a tanácsadóként elismert műértők folyamatosan újratárgyalták, a művészeti elméletet számos publikáció támasztja alá, például Félibien (1690) és Roger de Piles (1708). Az alapelvek minden korszakban elismerik, hogy az alkotás felületes megjelenésének a kivitelezéshez viszonyítva, a művészet manuális részének, fogásaival (módok) alá kell vetnie magát egy mögöttes tudásnak. Ez a tudás elsősorban az ábrázolt tárgyak fizikai szerkezetére vonatkozik : a művészt arra kérik, hogy ismerje meg az embert « anyaszült meztelen » mielőtt ruháival ábrázolják, ezért a tanulóknak gyakorolniuk kell az aktrajzolást. E reflexek elmélyítése érdekében a művésznek ismernie kell az alanyok megjelenését meghatározó anatómiát, csontokat és izmokat. A látszat tudásnak való alávetettsége a művészet többi részében is megjelenik. A kompozíció a perspektíva és a világítás (chiaroscuro) törvényeinek engedelmeskedik. A találmány tárgya « szokások és idők » egy tárgyról « szép és nemes ». Ez a találmány tehát éppoly értékes, mint amennyire történelemismeretről tanúskodik, egy nagyon gyakorlatias tudásról, hiszen leggyakrabban arról van szó, hogy a görög-római mitológiából, történelemből vagy szent történetből találunk-e olyan részletet, amely egybecseng a pillanatnyi gondokkal. Ez az elméleti megközelítés tehát alátámasztja a műfaji hierarchiát.
Az akadémikusok a szépség megbecsülésében folyamatosan az ókorra hivatkoznak, követve azt a tendenciát, amely François François-tI. Ferenctkkmól, Franciaország első királyától indult el, aki Itáliában szerezte be, és a Château de Fontainebleau számára készítette ókori szobrok másolatát. Du Fresnoy szerint „A festészet fő és legfontosabb része az, hogy tudjuk, mit tett a természet, ami a legszebb és legmegfelelőbb ehhez a művészethez, és hogy a választás az Ősök ízlése és módja szerint történik”. Ebben az Akadémia szembeszáll a királyi és hierarchikus ideológiától független áramlatokkal, mint például a flamand festészettel, amelynek írói kritizálják modelljei és témáinak megválasztását, amely túlságosan távol áll a szépségideáltól.

#### Az ízlés evolúciója
Az Akadémián mindig is hemzsegtek a viták az elvileg mindenki által elfogadott elméletek gyakorlati jelentéséről, és különösen arról a kérdésről, hogy egy mű minőségét a valóságnak való megfelelésén mérik-e, vagyis 16. század eleje óta Rómában és Itáliában exhumált és kiállított modellek testének alakja vagy eszményképe, általában az ókori szobrok arányában, amelyről másolatok és öntvények léteztek a hallgatók figyelmébe. Az utolsó ellentmondás az ókorba való visszatérés volt, amelyet Jacques-Louis David indított el a rocaille stílus ellen, amely a 18. század közepén uralkodott az akadémiai festészetben.

### Belépés
A Királyi Akadémia jelöltjeinek be kellett mutatniuk egy „mesterdarabot” hogy bemutassák képességeiket; majd három éven belül megjelent egy második mű is „fogadó darab”, a végső elfogadás céljából.
Évente meghirdetett pályázaton vette fel tagjait. A verseny egy vagy több alkotás bemutatásából állt, amelyeket a felvett tagok bíráltak el, és a „fogadó darabok” Közvetlenül 1793-as feloszlása előtt körülbelül 90 tagja volt.
A verseny győztese Prix de Rome elnevezésű ösztöndíjat kapott, amellyel a római Académie de France-on végezhetett.
Az Akadémiára való belépés biztosította a királyi megrendelésekhez való hozzáférést.
Az Akadémia fennállása alatt a felvétel rendszeressége mű bemutatásával végzett alkalmasság igazolással. Az Akadémiához tartozás anyagi következményei manipulációra adtak okot, míg az akadémikusok világának kicsinyessége összeesküvést, cselszövést és befolyást tett lehetővé. Amíg diákot nem vettek fel, addig a mestere nevében és javára dolgozott. Elfogadva versenyző lett. Nem minden mester fogadta szívesen az Akadémia alapítói által elképzelt emulációt. Így látunk többször elutasított művészeket, egészen addig a korig, amikor a karrier általában hanyatlóban van. Ezzel szemben az akadémikusok listája szép számmal mutatja a tagok gyermekeit, valamint néhány feleséget. Néha úgy tűnik, hogy az Akadémia úgy működött, mint a társaság, amelyből ki akart szabadulni, azzal a különbséggel, hogy a királyi hatalomtól függően érzékenyebb volt a nyomásra.

### A Szalon
Az Akadémia létrehozta azt a projektet, hogy évente kiállítsák tagjainak munkáit; 1663-ban megerősítve ezt a rendelkezést a megfelelő helyiségek hiánya miatt lassan hajtották végre. Az 1665-ös első kiállításra nem engedték be a közönséget.
1667-től, eleinte rendszertelenül, az Akadémia a Római Díj-jelöltek festményeit állította ki, 1673-ban a kiállítás a szabadban, a Palais-Royal udvarán volt. 1699-ben XIV. Lajos engedélyezte, hogy a rendezvényt a Grande Galerie du Louvre-ban tartsák, és először Florent le Comte készített hivatalos katalógust. Az esemény 1704-ben is megismétlődött.
1725-ben a kiállítást először a Louvre-beli Salon Carrében rendezték meg, s csak 1737-ben vált rendszeressé. A Salon Carré adta a nevét is a rendezvénynek, amely hamarosan nagyon sok látogatót vonzott, és nemzetközi hírnévre tett szert a művészet szerelmesei körében. 1759-től Denis Diderot jelentést írt a Friedrich Melchior Grimm által írt Salon pour la Correspondance Littéraire-ről.

## Az Akadémia hatása
Tagadhatatlan, hogy az Akadémia jelentős hatást gyakorolt a franciaországi művészetre, de a korabeli francia kultúra hatására Európa egészére is.
Az Akadémia állami megbízásokkal megszilárdított monopóliuma kiváltságos helyet biztosított a múzeumban azoknak a művészeknek, akik benne voltak, míg azok alkotásai, akik nem voltak benne, Franciaországban sokkal nehezebben hozzáférhetők, ha egyáltalán megőrizték őket.

## Az Akadémia tagjai
Az 1861. évi Vitet tartalmazza az Akadémia tagjainak teljes névsorát felvételi dátumukkal és a kapott címmel, valamint a professzorok, rektorok és egyéb hivatalos tisztségek listáját[1]. A nem tag művészek, mint Fragonard, Taunay és mások, kevésbé híresek, állami megbízások nélkül, az intézményen kívül folytatták pályafutásukat.

### Az Akadémiából kizárt tagok
1648. május 9-én Abraham Bosse rézmetsző tartotta első óráját, a perspektíváról. Ezt követően tiszteletbeli akadémikusnak, majd tanácsadónak nevezték ki. 1661. május 7-én kizárták az Akadémiáról, mert összevitatkozott a kollégáival. Azon protestáns akadémikusokon kívül, akiket a fontainebleau-i ediktum 1685-ös visszavonása előtt fokozatosan kizártak, ő volt az egyetlen, akit elméleti vita miatt zártak ki az Akadémiáról. Ez a kizárás Bosse Gérard Desargues által megvédett perspektíva tanítása körüli vita eredménye volt, mivel a perspektívát a geometriára alapozta. Az Akadémia 1660. július 3-ai ülésén ellenezte Jacques Le Bicheur perspektívájáról szóló értekezését, amelyet Charles Le Brun és Charles Errard támogatott. Abraham Bosse 1660. augusztus 5-én adta ki A Messieurs de l'Académie royale de la peinture et sculpture című könyvét, hogy igazolja magát. Kizárása után Abraham Bosse megvédte perspektíva-felfogását a Le Peinture-ben, amely művészete pontos és egyetemes szabályaihoz tért át (1667). Abraham Bosse tervét Grégoire Huret bírálta Optique de portraiture et Peinture, en deux parts (1670) című könyvében. Egyébként Abraham Bosse is protestáns (kálvinista) volt.

### Nők a Királyi Akadémián

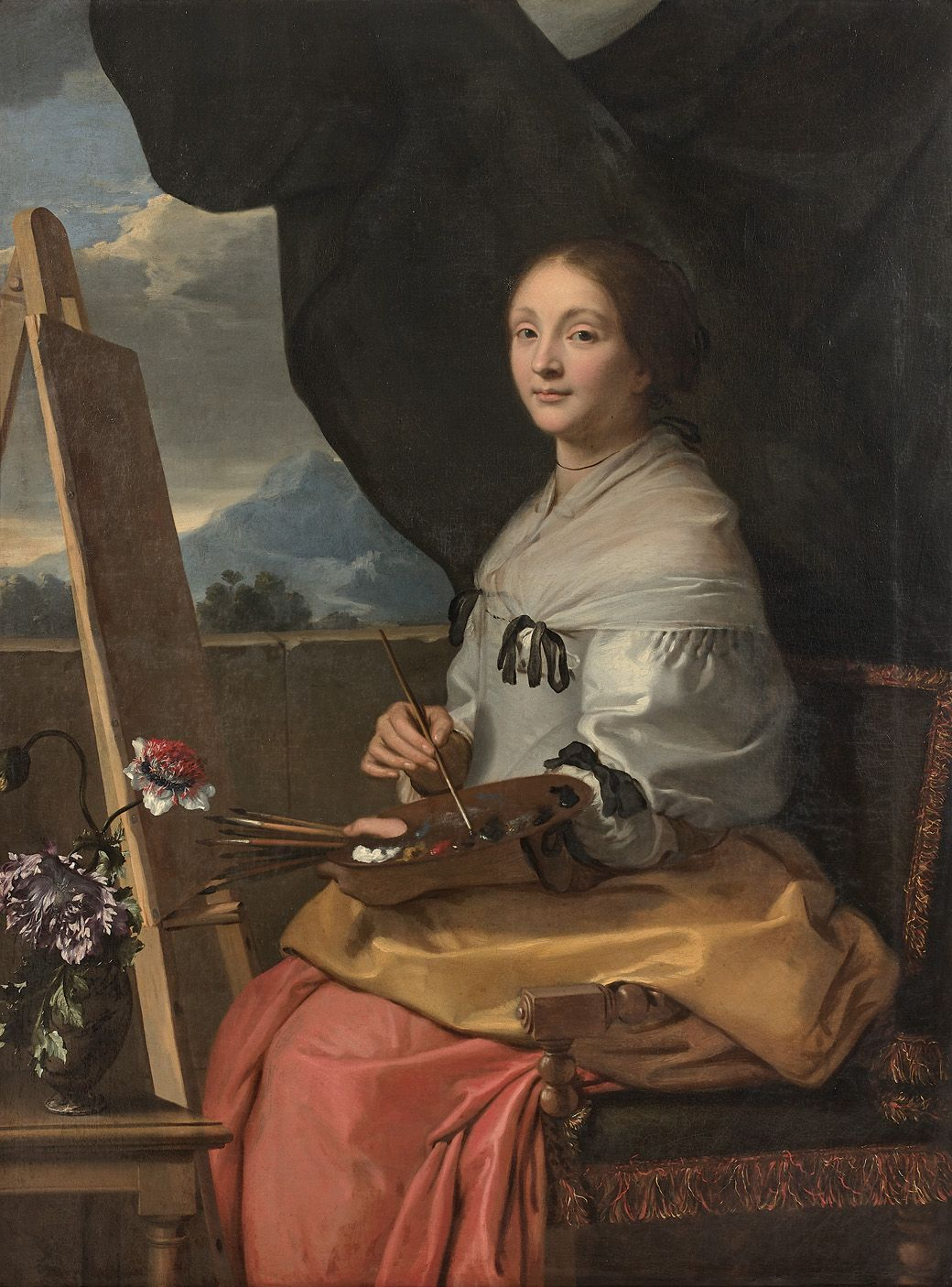
Catherine Duchemin portréja a festőállványán, François Girardon felesége és az első nő, akit felvettek az Akadémiára

Ellentétben a festők és képalkotók társaságával és a Francia Akadémiával, az Akadémia nem utasította el, hogy nőket vegyen fel soraiba. Bár eredetileg az örökletes társasági modellt az érdem szerinti csatlakozással akarták felváltani, az Akadémia következetesen befogadta akadémikusok gyermekeit és feleségeit; közelebb a királyi hatalomhoz, amely bejelentette, hogy azt akarja « nemi különbség nélkül terjessze kegyeit », érezzük a politikai nyomást is.
Az Akadémia összesen 15 nőt fogadott be. Senkit sem vettek fel adjunktusi vagy magasabb címre, sem a felsőbbrendűnek tartott történelemfestő kategóriába, pedig Élisabeth Vigée-Lebrun legalábbis igényt tarthatott volna rá. A nők nem tudták követni az ezekhez a kategóriákhoz való hozzáféréshez biztosított oktatást: rajzórákat tartalmazott az élő modell alapján, amelyekre nőknek tilos volt a belépés, mert meztelen férfiak pózoltak ott, ugyanezen erkölcsi okok miatt a rajzok nem női modelleken alapultak.
Le Brun maga engedélyezte az első akadémikusnő, Catherine Duchemin, Girardon szobrász feleségének beiktatását az 1663. április 14-ei ülésen, felvételi munkaként egy festményt, amelynek témája „egy kosár virág egy állványon” (elveszett) volt. 1669. december 7-én Geneviève Boullogne-t és legidősebb Madeleine Boullogne-t virágfestőként fogadták el édesapjuk, Louis Boullogne, az Akadémia egyik alapítójának bemutatására.

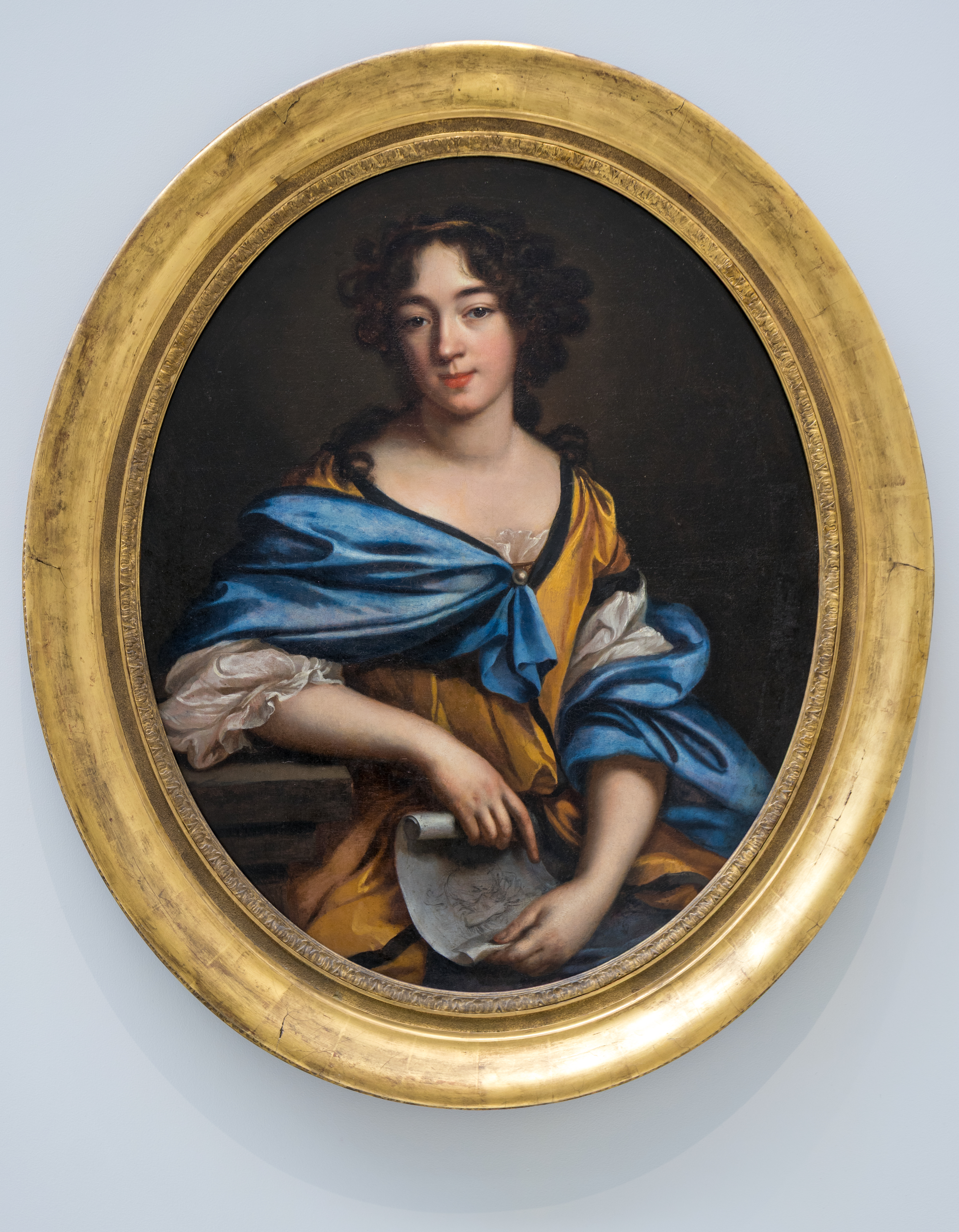
Élisabeth-Sophie Chéron önarcképe, ma a Louvre Múzeumban, fogadását 1673 szeptemberében erősítették meg

Élisabeth-Sophie Chéront, egy miniatűrfestő, Henri Chéron lányát, aki protestáns volta miatt nem lehetett az Akadémia tagja, 1672. június 11-én, 24 évesen felvették portréfestőnek, két portréval: az egyik Mademoiselle, a másik az önarckép. Élisabeth-Sophie Chéron vagyona és hírneve messze meghaladta édesapjáét, aki nem volt tagja az Akadémiának, és nem is ment férjhez akadémikushoz. Művészi érdemei alapján, erős katolikus támogatással vették fel, mert tíz évvel korábban megtagadta a protestáns vallást. Élisabeth-Sophie Chéron is hagyott maga után néhány írott művet.
1676. július 24-én az Akadémia fogadta Anne-Renée Stresor miniatűrművészt, Henry Strésor festőmester lányát, aki öt évvel ezelőtt halt meg. A Courtban felfigyeltek apró portréira. Miután tíz évvel később apáca lett, megtanulta az olajfestést, és kolostorában gyakorolta hivatását. 1680. november 23-án az Akadémia faszobrásznak felvette Dorothée Massét, Godequin özvegyét, Jean Massé de Blois lányát, bemutatta Le Brun és Testelin. 1682. január 31-én Catherine Perrot, miniatűr virágok és madarak festője, egy kis értekezés szerzője erről a művészetről Marie-Louise orléans-i király unokahúgának tanári tapasztalatai alapján.
1706. szeptember 25-én az Akadémia kiadta azt a határozatot, hogy többé nem vesz fel nőket tagjai közé. Ez alól alól két kivétel volt: Rosalba Carriera és Margareta Haverman.
Az Akadémia mégis befogadta Rosalba Carriera velencei pasztellfestőnőt, aki 1720. október 26-án Párizsba látogatott. Ennek a felvételnek nem volt következménye: a művész összesen kevesebb mint egy évet tartózkodott Párizsban, majd visszatért Velencébe, miután számos előkelő és gazdag emberről készített pasztellportrét.
A holland Margareta Havermant, Jacques de Mondoteguy feleségét és a bredai születésű Jan van Huysum-tanítványt, akit 1722. január 31-én virágfestőként fogadtak be határozott ajánlásokra, a következő évben törölték a listáról, mivel elkerülte a mintadarab bemutatását.(Vitet 1861, p. 358)
Az Akadémia 1757. július 30-án fogadta be Marie-Thérèse Reboult miniatűrfestőnek; később férjhez ment Joseph-Marie Vienhez akit három évvel előtte fogadtak be.
Anna Dorothea Therbusch, a lengyel származású porosz nőt mint Leszczyńska Mária francia királynét, 1767. február 28-án fogadták be Ivó (École nationale supérieure des beaux-arts) című műfaji jelenetének bemutatásakor. Negyvenévesen Párizsba érkezve, mivel férfi kollégái rosszul fogadták,a következő évben elhagyta Franciaországot.

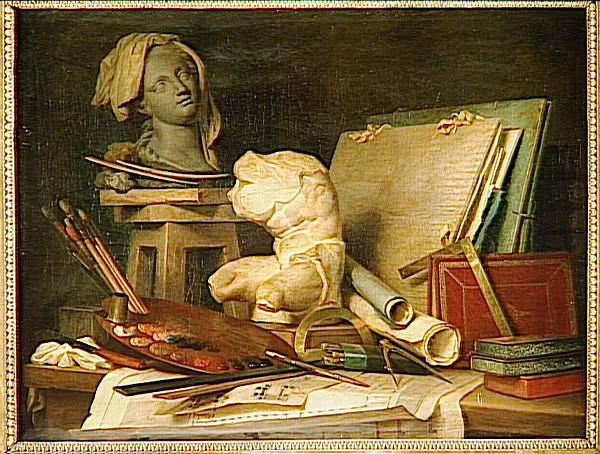
A festészet, szobrászat és építészet attribútumai, Anne Vallayer-Coster recepciós darabja

1770-ben Anne Vallayer-Costert műfajfestőként, a párizsi születésű Marie-Suzanne Roslint, Roslin feleségét pedig Jean-Baptiste Pigalle szobrászművész portréjával pasztellportrék festőjeként fogadták be.
Végül, 1783. május 31-én, ugyanazon az ülésen, ahol az akadémikusok számát négyre korlátozták, fogadták be Adélaïde Labille des Vertust, aki bemutatta Augustin Pajou és Élisabeth Vigée Le Brun portréját, akit felvételi nélkül fogadtak be e műfajban, bár bemutatott egy történelmi festményt is a Peace Bringing Abundance-t (ma a Louvre Múzeumban látható).
A francia forradalom véget vetett a Királyi Festészeti és Szobrászati Akadémiának. Felváltotta az Általános Művészeti Közösség, majd az 1793-ban alapított Népi és Köztársasági Művészeti Társaság. A nőket kizárta gyűlésekről A restauráció felhatalmazta a nem tagokat a Szalonban való kiállításra, ami lehetővé tette a festőnők nagyobb arányú jelenlétét.A hivatalos képzőművészeti intézmények azonban a 19. században végig zárva maradtak a nők elől.

## Fordítás
- Ez a szócikk részben vagy egészben  az   Académie royale de peinture et de sculpture című francia Wikipédia-szócikk ezen változatának fordításán alapul.  Az eredeti cikk szerkesztőit annak laptörténete sorolja fel. Ez a jelzés csupán a megfogalmazás eredetét és a szerzői jogokat jelzi, nem szolgál a cikkben szereplő információk forrásmegjelöléseként.

## Bibliográfia
A megjelenés időrendi sorrendjében :
- André Félibien. Entretiens sur les vies et les ouvrages des plus excellents peintres anciens et modernes, 18-23. o. (1688)
- Florent Le Comte. Cabinet des singularitez d'architecture, peinture, sculpture et graveure ou introduction à la connoissance des plus beaux Arts, figurez sous les tableaux, statuës, & les estampes, chez Étienne Picart et Nicolas Le Clerc, 302. o. (1700)
- François-Bernard Lépicié. Vies des premiers peintres du roi, chez Durand et Pissot fils (1752)
- Antoine Nicolas Dezallier d'Argenville, « Académie royale de peinture et de sculpture en 1781 », dans Description sommaire des ouvrages de peinture, sculpture et gravure exposés dans les salles de l'Académie royale, Paris, Chez de Bure père, 1781 (lire en ligne), 83 o.
- Adresse à l'Assemblée nationale, par la presque totalité des Officiers de l'Académie Royale de Peinture & de Sculpture, auxquels se sont joints plusieurs Académiciens, 8. o. (1790)
- Henri Testelin. Mémoires pour servir à l'histoire de l'Académie royale de peinture et de sculpture depuis 1648 jusqu'en 1664, chez P. Jannet (1853), t. 2 (lire en ligne)
- Louis Dussieux (1851). „Académie de peinture et de sculpture”. Archives de l'art français, 357-424. o.
- Duvivier (1852). „Sujet des morceaux de réception des membres de l'ancienne Académie de peinture, sculpture et gravure 1648 à 1793, d'après les registres de cette Académie, avec l'indication de l'emplacement actuel d'un certain nombre de ces ouvrages”. Archives de l'art français 2, 353-391. o.
- Louis Dussieux. Mémoires inédits sur la vie et les ouvrages des membres de l'Académie royale de peinture et de sculpture publiés d'après les manuscrits conservés à l'École impériale des beaux-arts, J.-B. Dumoulin, 524. o. (1854)
- Louis Dussieux. Mémoires inédits sur la vie et les ouvrages des membres de l'Académie royale de peinture et de sculpture publiés d'après les manuscrits conservés à l'École impériale des beaux-arts, J.-B. Dumoulin, 478. o. (1854)
- Vitet, Ludovic. L'Académie royale de peinture et de sculpture : étude historique, Michel Levy Frères (francia nyelven) (1861). Hozzáférés ideje: 2012. október 31.
- Collection des livrets des anciennes expositions depuis 1673 jusqu'en 1800. Préface générale sur la publication. Exposition de 1673, Liepmanssohn et Dufour éditeurs (1869. február 1.), Exposition de 1699, Exposition de 1741, Exposition de 1748, Exposition de 1753, Exposition de 1755, Exposition de 1757, Exposition de 1759, Exposition de 1761, Exposition de 1763, Exposition de 1765, Exposition de 1767, Exposition de 1769, Exposition de 1771, Exposition de 1773, Exposition de 1775, Exposition de 1777, Exposition de 1779, Exposition de 1787, Exposition de 1789
- Anatole de Montaiglon, Procès-verbaux de l'Académie royale de peinture et de sculpture, 1648-1793, tome I, 1648-1672, J. Baur libraire, Paris 1875 (lire en ligne)
- Anatole de Montaiglon, Procès-verbaux de l'Académie royale de peinture et de sculpture, 1648-1793, tome II, 1673-1688, J. Baur libraire, Paris 1878 (lire en ligne)
- Anatole de Montaiglon, Procès-verbaux de l'Académie royale de peinture et de sculpture, 1648-1793, tome III, 1689-1704, J. Baur libraire, Paris 1880 (lire en ligne)
- Anatole de Montaiglon, Procès-verbaux de l'Académie royale de peinture et de sculpture, 1648-1793, tome IV, 1705-1725, Charavay Frères libraires, Paris 1881 (lire en ligne)
- Anatole de Montaiglon, Procès-verbaux de l'Académie royale de peinture et de sculpture, 1648-1793, tome V, 1726-1744, Charavay Frères libraires, Paris 1883 (lire en ligne)
- Anatole de Montaiglon, Procès-verbaux de l'Académie royale de peinture et de sculpture, 1648-1793, tome VI, 1745-1755, Charavay Frères libraires, Paris 1885 (lire en ligne)
- Anatole de Montaiglon, Procès-verbaux de l'Académie royale de peinture et de sculpture, 1648-1793, tome VII, 1756-1768, Charavay Frères libraires, Paris 1886 (lire en ligne)
- Anatole de Montaiglon, Procès-verbaux de l'Académie royale de peinture et de sculpture, 1648-1793, tome VIII, 1769-1779, Charavay Frères libraires, Paris 1888 (lire en ligne)
- Anatole de Montaiglon, Procès-verbaux de l'Académie royale de peinture et de sculpture, 1648-1793, tome IX, 1780-1788, Charavay Frères libraires, Paris 1889 (lire en ligne)
- Anatole de Montaiglon, Procès-verbaux de l'Académie royale de peinture et de sculpture, 1648-1793, tome X, 1789-1793, Charavay Frères libraires, Paris 1892 (lire en ligne)
- Octave Fidière, État-civil des peintres & sculpteurs de l'Académie royale. Billets d'enterrement de 1648 et 1713, Charavay Frères libraires, Paris, 1883 (lire en ligne)
- Nicolas Guérin. Descriptions de l'Académie royale de peinture et de sculpture, Société d'encouragement pour la propagation des livres d'art (1893)
- André Fontaine. Les collections de l'Académie royale de peinture et de sculpture, H. Laurens éditeur, 310. o. (1910) et 12 planches hors texte, compte-rendu par Camille Georges Picavet, Revue internationale de l'enseignement, 1911, t.61, p. 380-381 (lire en ligne)
- Louis Hautecœur. Rome et la Renaissance de l'Antiquité à la fin du Sablon:XVIIIe siècle, Fontemoing et Cie éditeurs, Bibliothèque des Écoles françaises d'Athènes et de Rome Sablon:N°, VIII-316 p.. o. (1912. március 18.)
- Maxime Préaud, Les morceaux de réception des graveurs à l'Académie royale des beaux-arts : 1655-1789, Bibliothèque nationale de France, 1982
- Jean-Pierre Epron. L'école de l'Académie (1671-1793) ou l'institution du goût en architecture, École d'architecture de Nancy (1984)
- Heinich, Natalie. Du Peintre à l'artiste, Minuit (1993) Revue critique par Olivier Bonfait.
- Les peintres du roi, 1648-1793, catalogue d'exposition, musée des beaux-arts de Tours et musée des Augustins à Toulouse, 2000.
- [Schnapper 2004] Antoine Schnapper, « Les débuts de l'Académie royale de peinture et de sculpture », dans Le métier de peintre au Grand Siècle, Paris, Éditions Gallimard, coll. « Bibliothèque des Histoires », 2004 ISBN 978-2-07-077043-4, p. 114-153 avec les appendices II et V sur les statuts de l'Académie en février 1648 et le 24 décembre 1663
- Charlotte Guichard. Les amateurs d'art à Paris au Sablon:S-, Champ Vallon, Époques, 391. o. (2008). ISBN 978-2-87673-492-0
- (angolul) Barbara Hryszko, « A Painter as a Draughtsman. Typology and Terminology of Drawings in Academic Didactics and Artistic Practice in France in 17th Century », dans Metodologia, metoda i terminologia grafiki i rysunku. Teoria i praktyka, ed. Jolanta Talbierska, Warszawa 2014, pp. 169-176.
- (angolul) Barbara Hryszko, « Principles of the theory of art governing propaganda imagery of the Sun King », „Barok”, XXVII/XXVIII, (47/48), 2017, pp. 137-149.
- Joseph Jurt. Les Arts rivaux. Littérature et arts visuels d'Homère à Huysmans, Classiques Garnier, 71-117. o. (2018)